# Kremlin Cup 1990
La Kremlin Cup 1990 è stato un torneo di tennis giocato sul cemento indoor.
È stata la 1ª edizione della Kremlin Cup, che fa parte della categoria World Series nell'ambito dell'ATP Tour 1990. Il torneo si è giocato allo Stadio Olimpico di Mosca, 
in Russia, dal 5 al 12 novembre 1990.

## Campioni

### Singolare maschile
Andrej Čerkasov ha battuto in finale  Tim Mayotte con il punteggio di 6–2, 6–1

### Doppio maschile
Hendrik Jan Davids /  Paul Haarhuis hanno battuto in finale  John Fitzgerald /  Anders Järryd con il punteggio di 6–4, 7–6